# Unicron
Unicron è un personaggio immaginario della serie Transformers.
È un potente robot primordiale, incarnazione del caos e della distruzione.

## Personaggio
È il signore del caos e il divoratore di mondi, e soprattutto arcinemico e fratello gemello malvagio di Primus. A differenza dei Decepticon, Quintesson o altri antagonisti più comuni e ricorrenti, Unicron (solitamente) non è interessato alla ''mera'' conquista o tirannia ma, essendo l'incarnazione fisica del male stesso, a spargere dolore, morte, sofferenza e più semplicemente (come dice il suo stesso titolo) caos in modo da porre fine alle odiate forme di vita indipendenti nate intorno a lui e trovare la pace diventando il centro vivente di un vorticoso ed infinito torrente di nulla eterno.

## Cinema
Unicron viene rappresentato nel film Transformers - L'ultimo cavaliere come un'entità malvagia e potentissima attorno alla quale si è formata la Terra miliardi di anni fa, in maniera del tutto simile alla sua controparte della serie animata Transformers: Prime (e del film TV d'animazione Transformers Prime Beast Hunters: Predacons Rising). Unicron compare nuovamente nel film Transformers - Il risveglio, e rappresenta come un trasformatore di dimensioni planetarie che divora i pianeti e funge da maestro di Scourge e i suoi Terrorcon (questo segna la prima vera rappresentazione live-action del personaggio).